# Нексис
Не́ксис — гора, расположена недалеко от города Геленджик (Краснодарский край, Россия). Высота в Балтийской системе высот 398 м.

## Достопримечательности
- Дольмены — памятники архитектуры бронзового века. Имеются 2 хорошо сохранившихся дольмена на седловине горы: составной дольмен («Лунный») и плиточный дольмен — («Солнечный»), и, по данным краеведов, развал ещё одного плиточного дольмена. На восточном склоне горы — добыча строительного камня карьерным способом.